# شيلبا راو
شيلبا راو (ولدت بأسم أبكشا راو ، 11 أبريل 1984) مغنية هندية ولدت ونشأت في جمشيدبور. أكملت درجة الماجستير في الإحصاء التطبيقي من كلية سانت كزافييه، مومباي، خلال أيام دراستها الجامعية عرض عليها ميثون تسجيل أغنية "Javeda Zindagi" لفيلم أنور (2007)، وقامت بصنع أول ظهور لها في بوليوود.

## النشأة
ولدت في 11 أبريل 1984 في جمشيدبور، كان اسم ولادتها البداية أبكشا راو ولكن غيرته لاحقًا إلى شيلبا راو. وفقًا لتصريحاتها، فهي تشعر بأنها ترتبط باسم شيلبا أكثر، لأن الاسم له علاقة بالفن. بدأت الغناء عندما كانت طفلة، تلقت تعليمها وتوجيهها من قبل والدها إس فينكات راو الحاصل على شهادة في الموسيقى. قام والدها بتدريسها «الفروق الدقيقة» في موسيقى الراغا المختلفة: «كانت طريقته في التدريس غير رسمية وفي الوقت نفسه فعالة للغاية لأنها مصممة لإثارة اهتمامي». لتعليمها، ذهبت راو إلى مدرسة ليتل فلاور ومدرسة لويولا، جمشيدبور، حيث كانت جزءًا من مجموعة غنائية في المدرسة. في عام 1997، زارت مومباي مع عائلتها للحصول على دبلوم الدراسات العليا في الإحصاء من جامعة مومباي.
كانت راو متحمسة جداً لتكون مغنية عند لقائها مع المغني هاريهاران، في سن 13، وبدأت التدريب تحت قيادة الأستاذ غلام مصطفى خان. في البداية، وجدت نفسها تكافح في العثور ومقابلة الملحنين لأنها لم تكن «نشطة جدًا» في وسائل التواصل الاجتماعي خلال ذلك الوقت. حول أيامها الأولى في المدينة، قالت راو: «جمشيدبور هي موطني بالنسبة لي ولكن مومباي مع الناس والمكان وكل شيء، جعلني شخصًا أكثر صبرًا وفنانة أكثر اجتهادًا». في عام 2001 بدأت في الأداء الحي مع هاريهاران في أماكن مختلفة، وفازت لاحقًا بمسابقة البحث عن المواهب على المستوى الوطني في نيودلهي. طلب منها شانكار ماهاديفان - أحد القضاة في المسابقة - أن تستقر في مومباي.
في عام 2004، انتقلت إلى مومباي وأكملت درجة الماجستير في الإحصاء التطبيقي من كلية سانت كزافييه، مومباي.

## المهنة الموسيقية
اشتهرت راو على نطاق واسع من خلال إطلاق أغنيتيها Woh Ajnabi من فيلم القطار (2007) و "Khuda Jaane" من فيلم بشنة اي حسينو (2008). تم ترشيحها لجائزة «أفضل مغنية خلفية» عن الأغنية في حفل توزيع جوائز فيلم فير الرابع والخمسين. في العام التالي، تعاونت مع إلياراجا لـ فيلم با (2009)، حيث قامت بأداء أغنية "Udi udi Ittefaq Se" التي حصلت على ترشيح آخر في نفس الفئة خلال حفل توزيع جوائز فيلم فير الخامس والخمسين. في عام 2012، تعاونت راو مع أي.أر. رحمان بأغنية "Ishq Shava" من فيلم جاب تاك هاي جان والتي حققت نجاحًا تجاريًا، تليها أغنية "Malang" من فيلم دووم 3 (2013) وأغنية "Meherbaan" من فيلم بانغ بانغ! (2014). تم وصف تعاون راو مع المغني أميت تريفيدي بشكل خاص «بجلسات استماع مبهجة» مع أغاني مثل "Manmarziyan" من فيلم لوتيرا (2013)، والتي نالت استحسان كبير من النقاد. أصبحت المغنية الأول والوحيدة من الهند التي تحصل على فرصة للغناء في البرنامج الباكستاني Coke Studio Pakistan وقامت باداء أغنية "Paar Chanaa De". تلقت راو استحسان نقدي كبير لصوتها في أغنية "Aaj Jaane Ki Zid Na Karo" من الإصدار الفاخر للموسيقى التصويرية لفيلم آي ديل هاي مشكل (2016). جعلت هذه الإنجازات راو واحدة من أفضل المطربات في الهند.
تشتهر راو بشكل خاص في وسائل الإعلام بتجربتها لأساليب جديدة في أغانيها والغناء بأنواع مختلفة. تعتبر راو والدها أكبر مصدر إلهام لها في الموسيقى، تدعم راو ايضًا المنظمات الخيرية لعدد من القضايا.

## الفن

### الصوت والأسلوب الموسيقي

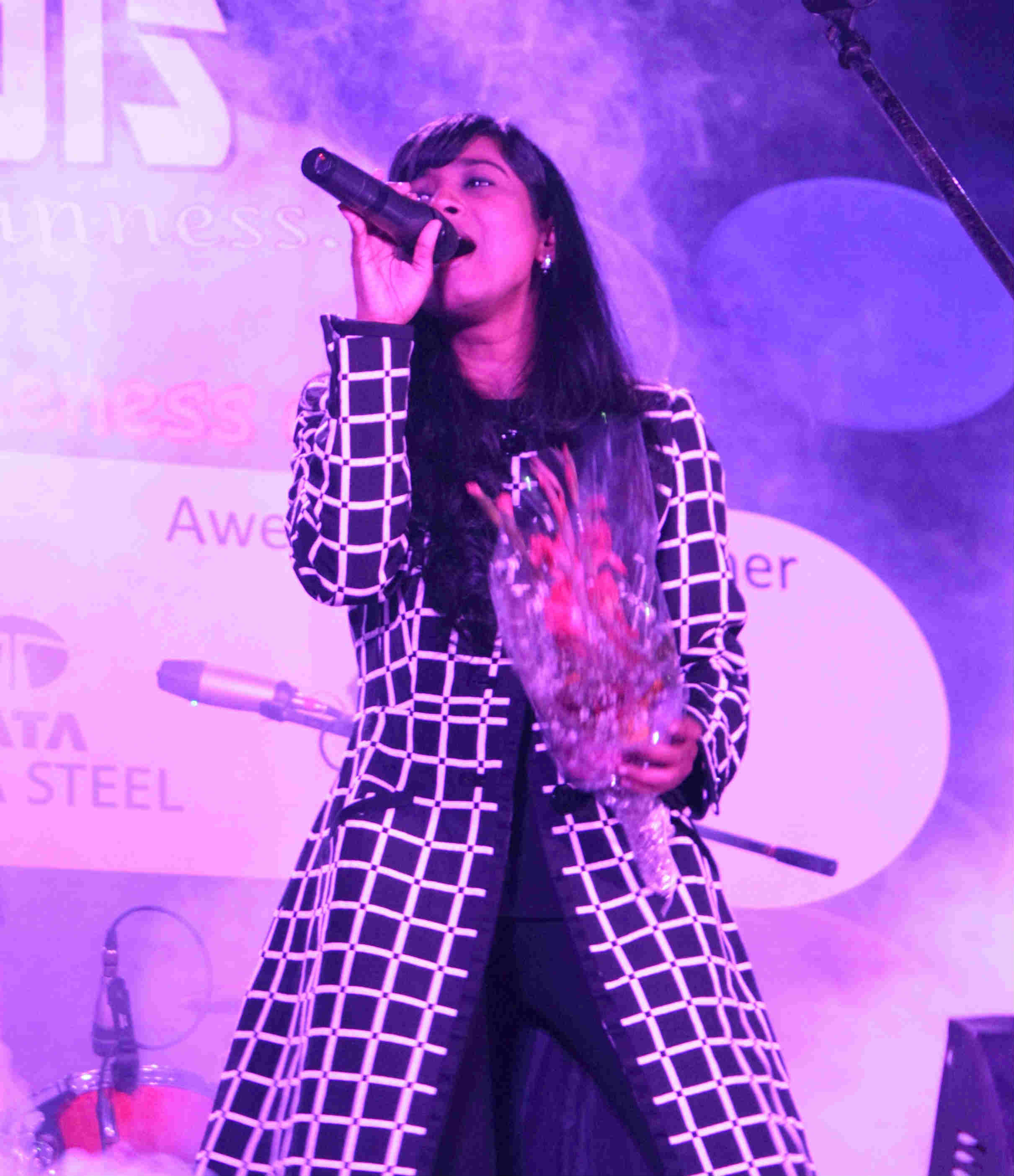
راو تؤدي في عام 2014

تشير راو إلى أن صوت المغني أو المغنية هو «هويته». وصفت صحيفة تايمز أوف إينديا صوتها بأنه «حزين» لكنه «روحاني». ذكرت مجلة ديكان هيرالد أن راو «عززت» سمعتها من خلال التعديلات التي تضعها على صوتها وتجربتها أنواع مختلفة. تعتقد راو أن الإيقاعات المتفائلة والكلاسيكية هي الأنسب لنوع غنائها.
عندما كانت طفلة، كرست راو معظم وقتها للتدريب الصوتي. عندما يعود والدها من العمل، يجلسان مع الآت الموسيقية ويقومان بتدريبهما معًا. وفقًا لتصريحات راو، فإن والدها يتبع تدريبًا منهجيًا حيث لا ينصب تركيزه الأساسي اثناء التدريب «على الأصوات فقط»، بل على الدقة ايضًا. عندما كبرت، تعلمت كيفية وضع الأصوات وكيفية حماية الحبال الصوتية من التلف الذي قد ينجم عن الغناء بنبرة خاطئة أو عن طريق الإفراط في الاستخدام. تعمل راو على الحفاظ على نسيجها الصوتي. لديها مدرس صوتي تتدرب معه مرة واحدة في الأسبوع للحفاظ على غناءها «جديدًا» وكذلك تجربة «أنواع موسيقى حديثة».
لم تقصر راو نفسها على أي نوع معين أثناء أدائها للموسيقى. ذكرت أنها تحاول دائمًا تجربة أسلوبًا جديدًا في أغانيها وهي منفتحة على جميع أنواع الموسيقى. نشأت راو وهي تستمع للغزل، وكان لها نوع مختلف للموسيقى أثناء تواجدها في المجموعة الغنائية في المدرسة، ثم انتقلت بعد ذلك إلى الأستماع لموسيقى الروك عندما كانت في سن المراهقة. حيث قالت: «مع تقدمك في العمر، يتغير ذوقك في الموسيقى. الآن انا أستمع إلى كل شيء؛ أي شيء يجعلني أبتسم». قالت عن تأثيرها الموسيقي وتدريبها على تشكيل صوتها وأسلوبها الغنائي: «لقد جربت أنواعًا متنوعة من الموسيقر وحاولت دائمًا تقديم شيء جديد للجمهور مع كل أغنية». أشارت مجلة ميد داي إلى أنه على الرغم من أن راو قدمت عددًا من الأغاني بأنواع مختلفة، إلا أنه من الصعب «تصنيف» صوتها.

### الإلهام
اعتبرت راو أن والدها هو أكبر مصدر إلهام لها لأنه «عرّضها» على موسيقى جيدة، وعلمها أن يكون لديها «حكم جيد» و «تحليل ما هو جيد وما هو غير جيد». عندما كانت طفلة، كان والدها يعزف أغاني أستاذ أمير خان ومهدي حسن ونصرت فتح علي خان. بعد انتقال راو إلى مومباي، تلقت راو الدعم من هاريهاران وشانكار ماهاديفان التي تعتبرهما «مصدر إلهام دائم». تأثرت راو أيضًا بالعديد من الفنانين خارج البلاد. تعتبر فنانين مثل ساد وستينغ وإدي فيدر مؤاثريين مستمريين بالنسبة لها. ذكرت راو أنها تريد أن تغني للمثلة تابو وتتطلع إلى العمل مع فيشال بهاردساج وساشين - جيغار. حيث قالت عن بهاردساج: «هو شخص أحترمه حقًا. أحترم العمل الذي قام به حتى الآن والموجة الجديدة في الموسيقى التي أحدثها».

## الحياة الشخصية والعمل الخيري

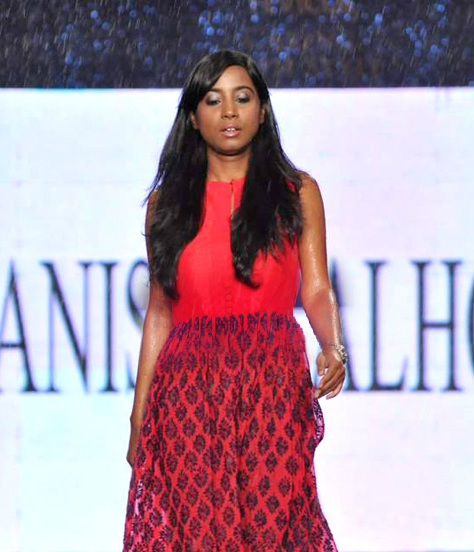
روا تمشي في إحدى عروض المصمم مانيش مالهوترا

تصف نفسها بأنها «محبة للأفلام»، وتشاهد أفلامًا من جميع أنحاء العالم. ولا تعتبر اللغة مشكلة. «إذا نالت القصة إعجابي، يمكنني مشاهدة أي شيء». تعتبر شروتي باتاك وميانج تشانغ أقرب أصدقائها في هذا المجال. مع إعطاء أهمية مسبقة للنظافة، تتجنب راو الأماكن المتربة لأنها تعاني من حساسية من الغبار.
بالإضافة إلى الغناء للأفلام، دعمت راو المنظمات الخيرية لعدد من الأسباب. في مارس 2010، ظهرت في Greenathon على إن دي تي في، وهي مبادرة لدعم الصداقة البيئية والتحقيق في ضعف إمدادات الكهرباء في القرى الريفية. في أكتوبر 2011، قامت راو بأداء أغنية "Haseen Zindagi" مع تيشا نيجام، شروتي باثاك، نيها بهاسين، شيفالي ألفاريس وأكريتي كاكار، الأغنية من تأليف سونو نيجام لمشروع للمساعدة في التوعية بسرطان الثدي. غنت في دلهي في حفل "100 Pipers Play for a Cause"وهي حفلة موسيقية مكرسة لجمع الأموال للأشخاص المتضررين من زلزال نيبال. في 2 مارس 2012، قدمت راو عرضًا مباشرًا مع 50 فنانًا آخر، على المنصة الرقمية ArtistAloud.com ، لإظهار الدعم للموسيقى المستقلة في الهند.
في فبراير 2013، ساهمت راو في مشروع «ادعم مدرستي» وهو برنامج تلفزيوني مدته 12 ساعة جمع الأموال والتعهدات لإعادة تنشيط 272 مدرسة. في مايو 2013، قامت راو بأداء حدث يركز على خلق الوعي حول آثار وتأثير التبغ وجمع الأموال لمرضى السرطان. في أكتوبر 2014، شاركت راو في الحفل الموسيقي الذي أقيم في نيودلهي لجمع الأموال للأشخاص المتضررين من الفيضانات في ولاية آسام. في يوليو 2015، بدأت راو حملة «أنا بيهار 100٪» لمشروع الولاية للطاقة النظيفة، من خلال وسائل التواصل الاجتماعي المختلفة.

## روابط خارجية
- شيلبا راو في قاعدة بيانات الأفلام على الإنترنت